# Электро-индастриал
Электро-индастриал (англ. electro-industrial, также используется название электро (нем. Elektro (не путать с одноимённым поджанром танцевальной музыки)) — музыкальный жанр, возникший в 1980-х годах преимущественно в Канаде и странах Бенилюкса в результате взаимного влияния направления EBM и других жанров постиндастриала и развивавшийся в конце 1980-х и первой половине 1990-х годов. Кроме прямоты музыкальных структур, унаследованных от EBM, и методов построения композиций, взятых из классического индастриала, электро-индастриал характерен наличием глубокого, многослойного и сложного звука. Первопроходцами в данном жанре считаются группы Skinny Puppy и Front Line Assembly. В 1990-х годах от жанра ответвились направления дарк-электро и аггротек. Фан-база данного жанра плотно связана с субкультурой риветхедов.
После того, как движение EBM сошло на нет в начале 90-х годов, электро-индастриал наращивал темпы своей популярности на международной клубной сцене. В отличие от откровенно синтетического звучания EBM, электро-индустриальные группы используют более резкие по звучанию ударные и дисторшированный, искажённый, или даже искусственный вокал. В отличие от индастриал-рока и индастриал-метала, электро-индастриал-группы используют сравнительно немного гитарного звучания (если оно вообще присутствует). Для жанра характерна лирика с дистопическими мотивами.

## Исполнители
- Abscess
- Allied Vision
- Brain Leisure
- Clock DVA
- Controlled Fusion
- Decoded Feedback
- Depressive Disorder
- Digital Blood
- Electro Assassin
- Fix8:Sed8
- Forma Tadre
- Front Line Assembly
- GGFH
- Haujobb
- Headscan
- In Strict Confidence
- Index AI
- Individual Totem
- Interlace
- Kalte Farben
- KIFOTH
- Lassigue Bendthaus
- Leæther Strip
- Mentallo and the Fixer
- Mindless Faith
- Neon Cage Experiment
- New Mind
- Numb
- NVMPH
- Object
- Pail
- Pain Station
- Plastic Assault
- Plastic Noise Experience
- Psyclon Nine
- Pulse Legion
- Putrefy Factor 7
- Pygmy Children
- Pyrroline
- Skinny Puppy
- Skorbut
- System Der Dinge
- T.H.D.
- Terminal State
- The-Pulsar
- Velvet Acid Christ
- Wumpscut
- X-Marks the Pedwalk
- Xorcist
- Zentriert ins Antlitz
- Биопсихоз